# Liste der denkmalgeschützten Objekte in Achenkirch
Die Liste der denkmalgeschützten Objekte in Achenkirch enthält die 16 denkmalgeschützten, unbeweglichen Objekte der Tiroler Gemeinde Achenkirch.

## Denkmäler
| Foto |                 | Denkmal                                                                                            | Standort                                             | Beschreibung | Metadaten |
| ---- | --------------- | -------------------------------------------------------------------------------------------------- | ---------------------------------------------------- | --- | --- |
| ja   | Datei hochladen | Heimatmuseum Sixtenhof HERIS-ID: 93027 Objekt-ID: 108017 TKK: 115554                               | Achenkirch 29 Standort KG: Achental                  | Der Sixtenhof (Sixenhof) ist ein quergeteilter Einhof mit zweigeschoßigem Mittelflurhaus und Satteldach, er wurde lt. Inschrift 1810 nach einem Brand neu erbaut. 1987 wurde der Sixtenhof als Heimatmuseum eröffnet. Der Bau hat ein gemauertes Erdgeschoß und darüber einen Kantblockbau mit einem Obergeschoß- und einem Giebelsöller an der Giebelfassade. | BDA-Hist.: Q37761135 Status: § 2a Stand der BDA-Liste: 2025-06-30 Name: Heimatmuseum Sixtenhof GstNr.: .332 Heimatmuseum Sixenhof (Achenkirch)                                                          |
| ja   | Datei hochladen | Kapelle beim Gallei HERIS-ID: 93098 Objekt-ID: 108096 TKK: 16090                                   | bei Achenkirch 366 Standort KG: Achental             | Die Prozessionskapelle wurde in der zweiten Hälfte des 19. Jahrhunderts anstelle eines Wegkreuzes errichtet. Der Mauerbau weist einen geraden Chorschluss und ein steiles, schindelgedecktes Satteldach auf. In der segmentbogigen Nische befindet sich ein Kruzifix. | BDA-Hist.: Q37761332 Status: § 2a Stand der BDA-Liste: 2025-06-30 Name: Kapelle beim Gallei GstNr.: 1518 Kapelle beim Gallei                                                                            |
| ja   | Datei hochladen | Alter Widum HERIS-ID: 32831 Objekt-ID: 30000 TKK: 13136                                            | Achenkirch 378 Standort KG: Achental                 | Das 1850–1852 erbaute Pfarrhaus wurde ab 1996 zu einem Kulturzentrum umgebaut. Der zweigeschoßige Mauerbau mit Walmdach ist traufseitig von Osten über einen Mittelflur erschlossen. Die Fassaden sind mit Faschen an Maueröffnungen und Gebäudekanten sowie Gesimsen zwischen den Geschoßen und unter dem Dachansatz gegliedert. Im Inneren weisen die Kellerräume flache Tonnengewölbe auf. | BDA-Hist.: Q37949303 Status: Bescheid Stand der BDA-Liste: 2025-06-30 Name: Alter Widum GstNr.: .215 Alter Widum, Achenkirch                                                                            |
| ja   | Datei hochladen | Bauernhaus Dollenhof HERIS-ID: 38970 Objekt-ID: 38644 TKK: 16061                                   | Achenkirch 391 Standort KG: Achental                 | Der Bauernhof Dollenhof (auch Dollnhof) wurde 1684 (bez.) erbaut und dient heute als Clubhaus für den örtlichen Golfverein. | BDA-Hist.: Q37985922 Status: Bescheid Stand der BDA-Liste: 2025-06-30 Name: Bauernhaus Dollenhof GstNr.: .207 Bauernhof Dollnhof                                                                        |
| ja   | Datei hochladen | Loinger-Salzstadel HERIS-ID: 38971 Objekt-ID: 38645 TKK: 16067                                     | bei Achenkirch 470 Standort KG: Achental             | Der ehemalige Salzstadel neben dem Gasthof ist mit 1672 bezeichnet und weist wie dieser Fassadenmalereien auf. | BDA-Hist.: Q37985939 Status: Bescheid Stand der BDA-Liste: 2025-06-30 Name: Loinger-Salzstadel GstNr.: .163 Loinger Salzstadel                                                                          |
| ja   | Datei hochladen | Gasthof Tiroler Weinhaus HERIS-ID: 62004 Objekt-ID: 74507 TKK: 16068                               | Achenkirch 471 Standort KG: Achental                 | Das mächtige zweigeschoßige Mittelflurhaus mit reicher Fassadenmalerei ist aus einem Meierhof hervorgegangen. | BDA-Hist.: Q38098454 Status: Bescheid Stand der BDA-Liste: 2025-06-30 Name: Gasthof Tiroler Weinhaus GstNr.: 795 Gasthof Tiroler Weinhaus                                                               |
| ja   | Datei hochladen | Nischenbildstock beim Zollwohnhaus HERIS-ID: 72685 Objekt-ID: 85958 TKK: 16102                     | bei Achenkirch 654 Standort KG: Achental             | Der gemauerte Nischenbildstock mit geradem Chorschluss und Satteldach wurde 1930 errichtet. In der segmentbogigen Nische befindet sich ein Kruzifix, flankiert von gemalter Säulenarchitektur mit Lambrequin. | BDA-Hist.: Q38131138 Status: § 2a Stand der BDA-Liste: 2025-06-30 Name: Nischenbildstock beim Zollwohnhaus GstNr.: 35/1 Nischenbildstock beim Zollwohnhaus                                              |
| ja   | Datei hochladen | Hagenkapelle hll. Peter und Paul HERIS-ID: 38968 Objekt-ID: 38642 TKK: 16099                       | neben Achenwald 647 Standort KG: Achental            | Die Hagenkapelle mit einem Holzdachreiter wurde von 1850 bis 1853 erbaut. Das Altarbild sowie Statuen im Innenraum stammen aus dem 18. Jahrhundert. Kapelle im heruntergekommenen, leicht ruinösen Zustand (August 2023) | BDA-Hist.: Q37985904 Status: Bescheid Stand der BDA-Liste: 2025-06-30 Name: Hagenkapelle hll. Peter und Paul GstNr.: .24 Hagenkapelle hll. Peter und Paul, Achenkirch                                   |
| ja   | Datei hochladen | Döxenkapelle HERIS-ID: 60842 Objekt-ID: 73222 TKK: 16088                                           | nordöstlich Döxengasse 402 Standort KG: Achental     | Die als Prozessionskapelle genutzte Kapelle wurde 1910 anstelle eines Vorgängerbaus von 1767 errichtet. Der Mauerbau mit polygonalem Chorschluss und schindelgedecktem Satteldach hat eine spitzbogige Öffnung mit wulstartiger Rahmung. In der mit einem schmiedeeisernen Gitter abgetrennten Nische befindet sich eine Pietà. | BDA-Hist.: Q38093265 Status: Bescheid Stand der BDA-Liste: 2025-06-30 Name: Döxenkapelle GstNr.: 1725 Döxenkapelle, Achenkirch                                                                          |
| ja   | Datei hochladen | Kalvarienbergkirche mit Scala Santa HERIS-ID: 55250 Objekt-ID: 63834 TKK: 16096, 16093             | Sagbichl 495, in der Nähe Standort KG: Achental      | Die spätbarocke Kalvarienbergkapelle mit dreijochigem Rechteckraum wurde von 1800 bis 1804 errichtet. Die Heilige Stiege stammt aus dem Jahr 1858. | BDA-Hist.: Q38064304 Status: § 2a Stand der BDA-Liste: 2025-06-30 Name: Kalvarienbergkirche mit Scala Santa GstNr.: .146 Kalvarienbergkapelle, Achenkirch                                               |
| ja   | Datei hochladen | Kath. Pfarrkirche hl. Johannes der Täufer und Friedhof HERIS-ID: 55249 Objekt-ID: 63832 TKK: 12307 | bei Schulstraße 386 Standort KG: Achental            | Urkundlich wurde 1122 eine Kirche und 1141 eine Pfarre – dem Kloster Georgenberg inkorporiert – genannt. Ein gotischer Kirchenbau wurde 1520 geweiht. Der barocke Neubau wurde von 1748 bis 1750 nach Plänen von Jakob Singer erbaut. Der Turm entstand 1755. | BDA-Hist.: Q24261789 Status: § 2a Stand der BDA-Liste: 2025-06-30 Name: Kath. Pfarrkirche hl. Johannes der Täufer und Friedhof GstNr.: 966/2, .217, 963 Pfarrkirche hl. Johannes der Täufer, Achenkirch |
| ja   | Datei hochladen | Seehofkapelle HERIS-ID: 26643 Objekt-ID: 23131 TKK: 16083                                          | östlich Seehof 4 Standort KG: Achental               | Die Kapelle wurde 1878 für die Kurgäste des Achenseehofes erbaut. Der historistische Bau mit klassizierender Fassadengestaltung besteht aus einem Langhaus mit querschiffartig angefügter Seitenkapelle bzw. Sakristei, einem eingezogenen, halbrund geschlossenen Chor sowie einem steilen Satteldach mit Giebelreiter. Die Fassaden sind durch Putzfaschen an den Gebäudekanten sowie Lisenen und Faschen um die Fensteröffnungen strukturiert. An der westlichen Giebelfassade befindet sich ein Rechteckportal mit Pilasterrahmung, Gebälk und Dreiecksgiebel, an der Südfassade eine gemalte Sonnenuhr. Der Innenraum wird von einer Tonne überwölbt, der Chorraum ist durch einen auf Pilastern ruhenden Chorbogen abgetrennt. Das Presbyterium und die Fenstergewände sind mit historistischen Schablonenmalereien, die Langhausdecke mit gemalten Sternen geschmückt. Die Innenausstattung ist neoromanisch geprägt. | BDA-Hist.: Q37903085 Status: Bescheid Stand der BDA-Liste: 2025-06-30 Name: Seehofkapelle GstNr.: .349 Seehofkapelle, Achenkirch                                                                        |
| ja   | Datei hochladen | Annenkapelle HERIS-ID: 59771 Objekt-ID: 71346 TKK: 16092                                           | südöstlich St. Anna Straße 390 Standort KG: Achental | Die barocke Annenkapelle auf dem Dollenbühel wurde 1666/67 erbaut. An den achteckigen Zentralbau schließen ein zweijochiger Chor und ein Türmchen mit Zwiebelhaube an. In Nischen des Innenraums stehen Statuen von Aposteln und Heiligen aus der Zeit um 1670. | BDA-Hist.: Q38088699 Status: § 2a Stand der BDA-Liste: 2025-06-30 Name: Annenkapelle GstNr.: .229 Annenkapelle, Achenkirch                                                                              |
| ja   | Datei hochladen | Kriegerdenkmal HERIS-ID: 93099 Objekt-ID: 108097 TKK: 12207                                        | Standort KG: Achental                                | Das Kriegerdenkmal, auch Aschbacherdenkmal, wurde 1923 errichtet, die Skulptur des Freiheitskämpfers Anton Dominik Aschbacher stammt von Franz Kobald. | BDA-Hist.: Q37761340 Status: § 2a Stand der BDA-Liste: 2025-06-30 Name: Kriegerdenkmal GstNr.: .447 War memorial in Achenkirch                                                                          |
| ja   | Datei hochladen | Bildstock Leithen HERIS-ID: 93195 Objekt-ID: 108205 TKK: 16100                                     | Standort KG: Achental                                | Der Nischenbildstock wurde in der zweiten Hälfte des 19. Jahrhunderts anstelle eines Wegkreuzes errichtet. Der Mauerbau weist einen geraden Chorschluss, ein steiles, schindelgedecktes Satteldach und eine Fassade mit gerader Putzgliederung auf. In der rundbogigen Nische mit Schmiedeeisengitter befindet sich ein Holzrelief Christus als Schmerzensmann. | BDA-Hist.: Q37761622 Status: § 2a Stand der BDA-Liste: 2025-06-30 Name: Bildstock Leithen GstNr.: 433/3 Bildstock Leithen                                                                               |
|      | Datei hochladen | Rätische Felsbildstation Natternwand HERIS-ID: 113295 Objekt-ID: 131576seit 2019                   | KG: Achental GstNr.: 338/45                          | Westlich der Inschriften vom Schneidjoch wurden zwei Bildstellen mit rätischen Inschriften entdeckt, die nur unvollständig erhalten sind und die ungefähr in das 6. bis 1. Jahrhundert v. Chr. datiert werden. | BDA-Hist.: Q105647123 Status: Bescheid Stand der BDA-Liste: 2025-06-30 Name: Rätische Felsbildstation Natternwand                                                                                       |